# Franz Ziehl
Franz H. Ziehl (* 13. April 1857 in Wismar; † 7. April 1926 in Lübeck) war ein deutscher Bakteriologe und Professor in Lübeck.
In Weiterentwicklung der Arbeiten von Paul Ehrlich etablierte er eine Carbolfuchsin-Färbung zum Nachweis von säurefesten Stäbchen (wie den Mycobakterien, den Erregern der Tuberkulose), die von Friedrich Neelsen modifiziert wurde und heute in der Mikrobiologie als Ziehl-Neelsen-Färbung bezeichnet wird.

## Werk
- F. Ziehl: Zur Färbung des Tuberkelbacillus. In: Dt. Med. Wschr. Band 8, 1882, S. 451.